# 金線魚科
金線魚科（學名：Nemipteridae），又稱紅姑魚科，為輻鰭魚綱鱸形目的其中一個科。

## 分布
本科魚類分布於印度西太平洋海域。

## 深度
本科魚類棲息深度在10至100公尺深之泥質或岩石海底。

## 特徵
本科魚類體型似鯛科魚類，體被櫛鱗，體稍細長而側扁，背鰭1枚連續，棘較弱，胸鰭長呈鐮刀狀，尾鰭分叉，腹鰭第一鰭條，及尾鰭上下邊緣的鰭條，有時延長成絲狀。

## 分類
金線魚科其下分5個屬，如下：

### 錐齒鯛屬（Pentapodus）
- 黃帶錐齒鯛 Pentapodus aureofasciatus
- 雙帶錐齒鯛 Pentapodus bifasciatus
- 犬牙錐齒鯛 Pentapodus caninus
- 艾氏錐齒鯛 Pentapodus emeryii
- 長崎錐齒鯛 Pentapodus nagasakiensis
- Pentapodus numberii
- 長尾錐齒鯛 Pentapodus paradiseus
- 單帶錐齒鯛 Pentapodus porosus
- 多毛錐齒鯛 Pentapodus setosus
- 三帶錐齒鯛 Pentapodus trivittatus
- 西澳錐齒鯛 Pentapodus vitta

### 裸顳鯛屬（Scaevius）
- 綠帶裸顳鯛 Scaevius milii

## 生態
本科魚類多半棲息在20公尺以下沙泥底質之海中，或生活在較淺水域的珊瑚礁或岩石海岸，以底生的甲殼類為食，較不喜歡在海流湍急的水域活動。常以一停一游方式游動。

## 經濟利用
為高經濟性食用魚類，肉食鮮美，以煎食或紅燒或煮湯食用。